# Djellal
Djellal (em árabe: جلال) é uma cidade e comuna localizada na província de Khenchela, Argélia. Segundo o censo de 2008, a população total da cidade era de 3 089 habitantes.